# Zachte g
Met de term zachte g wordt verwezen naar een bepaalde uitspraak van de klanken die in de Nederlandse spelling worden weergegeven met de grafemen g en ch. In het zuiden van het Nederlandse taalgebied worden deze klanken uitgesproken als velaire of post-palatale fricatieven (in het IPA weergegeven als respectievelijk [ɣ] / [ʝ˗] (stemhebbend) en [x] / [ç˗] (stemloos)), en niet als de uvulaire fricatief [χ], de zogenoemde harde g. De zachte g kan voor de meeste Nederlanders als gemarkeerd beschouwd worden. In het zuiden van het Nederlandse taalgebied is deze uitspraak juist algemeen.

Schematische weergave van de mondholte, met het harde gehemelte (7), het zachte gehemelte (8) en de huig (9)

## Uitspraak
Zowel een harde als een zachte g wordt gevormd door een vernauwing van de mondholte die ontstaat wanneer de achterkant van de tong omhooggebracht wordt. Het verschil is de plaats in de mondholte waar deze vernauwing optreedt: bij een zachte g is dat bij het harde gehemelte (palatum), bij een harde g verder naar achteren, bij het zachte gehemelte (velum) of zelfs richting de huig (uvula).
De g wordt vooral richting het zuidoosten steeds palataler en 'zachter', en is dus vooral in Zuidoost-Brabant en Limburg hoorbaar anders dan de harde g. In de dialecten in het uiterste zuidoosten van Limburg, en ook verder naar het zuidoosten in het Ripuarische taalgebied rond Keulen, is de g zelfs zo ver gepalataliseerd dat hij in een j overgaat.
Het verschilt per woord en per spreker in hoeverre er verschil is tussen de stemhebbende en stemloze variant van de zachte g. De lettercombinatie 'ch' geeft in het algemeen een stemloze klank weer en de 'g' – in elk geval bij zachte-g-sprekers – een stemhebbende klank, maar door invloed van naburige klanken (assimilatie) kan de klank ook dan stemloos worden.

## Verspreiding

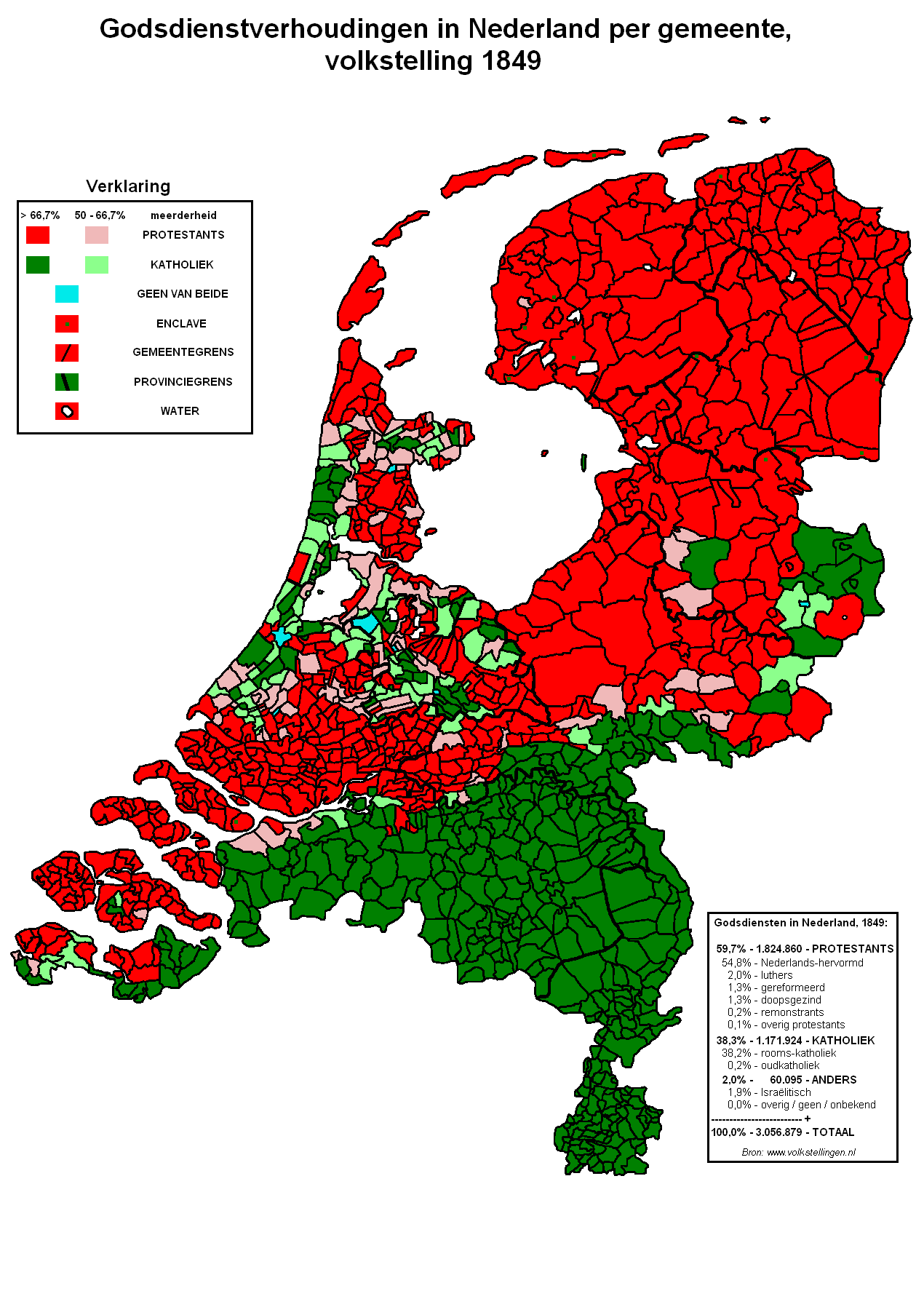
Verspreiding van godsdienstige gezindten in het Nederland van de negentiende eeuw

De zachte g komt voor in heel Nederlandstalig België. In West-Vlaanderen klinkt die echter meestal als een h. In Nederland wordt de fricatieve uitspraak van de g vooral geassocieerd met de provincies ten zuiden van de grote rivieren, in casu de Rijn. Het betreft dan met name Noord-Brabant en Limburg, al komt deze variant daarnaast ook voor in de Bommelerwaard, de Betuwe, het Rijk van Nijmegen, Het Land van Maas en Waal, de Zuid-Veluwe, het zuiden van de Achterhoek, de Liemers, het zuidoosten van de provincie Utrecht en andere plaatsen in Utrecht, Overijssel, Drenthe en Groningen. Voor Nederland komt dit verspreidingsgebied opvallend overeen met een kaart voor 'Godsdienstige verhoudingen in Nederland, 1849'.
De Zeeuwse g wordt ook wel onder de zachte g gerekend, maar dit is in feite een zwakke harde g, die in de buurt van een h komt.

## Sociale status

### Nederland
De palatale uitspraak van de g komt in het Hollands dialect, waar de Nederlandse standaardtaal voor een groot deel op gebaseerd is, niet voor. Hierdoor is de harde g de ongemarkeerde variant, en de zachte g de gemarkeerde variant geworden, dat wil zeggen dat de zachte g meer 'opvalt' bij de luisteraars en door veel Nederlanders als afwijkend wordt beschouwd. Dit geldt uiteraard alleen in de bovengenoemde gebieden 'boven de grote rivieren'.
De zachte g werd echter volgens taalkundigen vroeger meer algemeen in het Nederlandse taalgebied gebruikt dan lang werd aangenomen en wordt gezien als volwaardig alternatief voor de Hollandse g. Desondanks kiezen sommige Nederlanders die van huis uit een zachte g hebben, er nog steeds voor om de ongemarkeerde, harde g aan te leren.

### Vlaanderen
Het niet uitspreken van een zachte g komt in Vlaanderen als 'gemaakt' en 'Hollands' over. Een uitzondering hierop zijn sommige West-Vlamingen, waar in het lokale dialect de g als h wordt uitgesproken (bv. Brugge als /brœhːə/), waardoor zij moeilijkheden hebben om een zachte g uit te spreken. De g van enkele personen klinkt dan ook vrij 'hard'. Een bekend voorbeeld is Johan Vande Lanotte.

## Alternatieve interpretatie
Verwarrend genoeg wordt met de aanduidingen zachte g en harde g ook weleens een ander verschil bedoeld: met de term zachte g wordt dan de stemhebbende [ʝ] of [ɣ] aangeduid, en met harde g de stemloze [ç] of [x]. Omdat het verschil tussen stemhebbend en stemloos nauwelijks meer wordt gemaakt in Holland en andere gebieden waar de velaire uitspraak gemeengoed is, maar nog wel in de gebieden waar palatale klanken worden gemaakt, is het gebied waar een 'zachte g' wordt gemaakt in deze interpretatie nog nagenoeg hetzelfde. Alleen komt volgens deze opvatting in heel het Nederlandse taalgebied een harde g voor.